# Чертковское сельское поселение (Владимирская область)
Чертковское сельское поселение — муниципальное образование в Селивановском районе Владимирской области России.
Административный центр — деревня Чертково.

## География
Территория сельского поселения расположена в восточной части Селивановского района.

## История
Чертковский сельсовет образован в 1920-х годах в составе Сергиево-Горской волости Вязниковского уезда, с 1929 года в составе Селивановского района.
Чертковское сельское поселение образовано 13 мая 2005 года в соответствии с Законом Владимирской области № 59-ОЗ. В его состав вошли территории бывших Надеждинского, Селивановского и Чертковского сельских советов.

## Население
| 2010 | 2011 | 2012 | 2013 | 2014 | 2015 | 2016 | 2017 | 2018 |
| ---- | ---- | ---- | ---- | ---- | ---- | ---- | ---- | ---- |
| 814  | ↘810 | ↗847 | ↗853 | ↗858 | ↘851 | ↘844 | ↘823 | ↗825 |
| 2019 | 2020 | 2021 |      |      |      |      |      |      |
| ↗832 | ↘828 | ↘783 |      |      |      |      |      |      |

## Состав сельского поселения
В состав поселения входит 25 населённых пунктов:
| №  | Населённый пункт  | Тип населённого пункта          | Население |
| -- | ----------------- | ------------------------------- | --------- |
| 1  | Алёшково          | деревня                         | ↘3        |
| 2  | Большое Григорово | деревня                         | ↘8        |
| 3  | Вихирево          | деревня                         | ↗10       |
| 4  | Вощиха            | деревня                         | ↘25       |
| 5  | Головино          | деревня                         | ↘0        |
| 6  | Горицы            | деревня                         | ↘41       |
| 7  | Екатериновка      | деревня                         | ↗11       |
| 8  | Есипово           | деревня                         | ↘11       |
| 9  | Заречье           | деревня                         | ↗44       |
| 10 | Иваньково         | деревня                         | ↗60       |
| 11 | Исаково           | деревня                         | ↘16       |
| 12 | Курково           | деревня                         | ↗24       |
| 13 | Малое Григорово   | деревня                         | ↘3        |
| 14 | Митяково          | деревня                         | ↗9        |
| 15 | Мокеевка          | деревня                         | ↗5        |
| 16 | Мокрово           | деревня                         | ↘0        |
| 17 | Надеждино         | деревня                         | ↘149      |
| 18 | Некрасово         | деревня                         | ↗12       |
| 19 | Парижской Коммуны | посёлок                         | ↗1        |
| 20 | Петровское        | деревня                         | ↗8        |
| 21 | Прибрежная        | деревня                         | ↘0        |
| 22 | Теренино          | деревня                         | ↗35       |
| 23 | Черновская        | деревня                         | ↗26       |
| 24 | Чертково          | деревня, административный центр | ↘250      |
| 25 | Ширяево           | деревня                         | ↗32       |